# Akodia
Akodia là một thị xã và là một nagar panchayat của quận Shajapur thuộc bang Madhya Pradesh, Ấn Độ.

## Địa lý
Akodia có vị trí 23°23′B 76°36′Đ / 23,38°B 76,6°Đ Nó có độ cao trung bình là 458 mét (1502 foot).

## Nhân khẩu
Theo điều tra dân số năm 2001 của Ấn Độ, Akodia có dân số 10.408 người. Phái nam chiếm 52% tổng số dân và phái nữ chiếm 48%. Akodia có tỷ lệ 60% biết đọc biết viết, cao hơn tỷ lệ trung bình toàn quốc là 59,5%: tỷ lệ cho phái nam là 71%, và tỷ lệ cho phái nữ là 49%. Tại Akodia, 17% dân số nhỏ hơn 6 tuổi.